# Cock of the North
Het Cock of the North was een golftoernooi in Zambia dat deel uitmaakte van de Sunshine Tour. Het toernooi werd opgericht in 1954 en vond jaarlijks plaats op de golfbaan van de Ndola Golf Club, in Ndola.

## Geschiedenis
In 1954 werd het eerste toernooi georganiseerd en die werd gewonnen door H. Middleton. Het toernooi werd dan tot 1985 jaarlijks georganiseerd, maar maakte nooit deel uit van een bepaalde golftour.
In 2000 en 2001 keerde het toernooi tijdelijk terug en maakte deel uit van de Sunshine Tour. Na 2002 werd er geen toernooi meer plaatsgevonden, vanwege financiële problemen.

## Winnaars
- 1954:	Harry Middleton
- 1955:	T. Trevenna
- 1956:  Harold Henning
- 1957:  Sandy Guthrie
- 1958:  Retief Waltman
- 1959:  Harold Henning
- 1960:  Paul Oosthuizen
- 1961:  Frank G. Coleman
- 1962:  Denis Hutchinson
- 1963:  Denis Hutchinson
- 1964:  Sewsunker Sewgolum

- 1965: Geen toernooi
- 1966:  Terry Westbrook
- 1967:  Terry Westbrook
- 1968:  Terry Westbrook
- 1969:  Bernard Gallacher
- 1970:  Craig Defoy
- 1971:  Mike Ingham
- 1972:  Craig Defoy
- 1973:  Mike Ingham
- 1974:  Malcolm Gregson
- 1975:  Sam Torrance

- 1976:  Jack Newton
- 1977:  Tommy Horton
- 1978: Geen toernooi
- 1979:  Brian Barnes
- 1980: Geen toernooi
- 1981:  Eamonn Darcy
- 1982: Geen toernooi
- 1983: Geen toernooi
- 1984: Geen toernooi
- 1985:  Brian Waites

Sunshine Tour
| Jaar | Winnaar      | Score | Score | Info  |
| ---- | ------------ | ----- | ----- | ----- |
| 2000 | Titch Moore  | 217   | –2    | [ 2 ] |
| 2001 | Sean Farrell | 209   | –10   | [ 3 ] |

Amatola Sun Classic · Atlantic Beach Classic · Bell's Player Championship · Bloemfontein Classic · Botswana Open · Bushveld Classic · Canon Classic · Coca-Cola Charity Championship · Cock of the North · Devonvale Classic · Emfuleni Classic · Eskom Power Cup · General Motors Open · Goldfields Powerade Classic · Goodyear Classic · Graceland Challenge · Highveld Classic · ICL International · Iscor Newcastle Classic · Kalahari Classic · Limpopo Classic · Lombard Tyres Classic · Mafunyane Trophy · Mercedes Benz Golf Challenge · Mount Edgecombe Trophy · Namibië Open · Namibia PGA Championship · Nashua Wild Coast Sun Challenge · Natal Open · Nelson Mandela Invitational · Northern Cape Classic · Observatory Classic · Palabora Classic · Parmalat Classic · Radio Algoa Challenge · Randfontein Classic · Rhodesian Masters · Riviera Resort Classic · Royal Swazi Sun Classic · Seekers Travel Pro-Am · South African Masters · South African Match Play Championship · South African Pro-Am Invitational · Spoornet Classic · Sun Coast Classic · Transvaal Open · Vodacom Golf Championship · Vodacom Open · Vodacom Players Championship · Vodacom Series · Vodacom Trophy · Western Cape Classic · Western Province Open